# Neustädter Friedhofskirche (Erlangen)

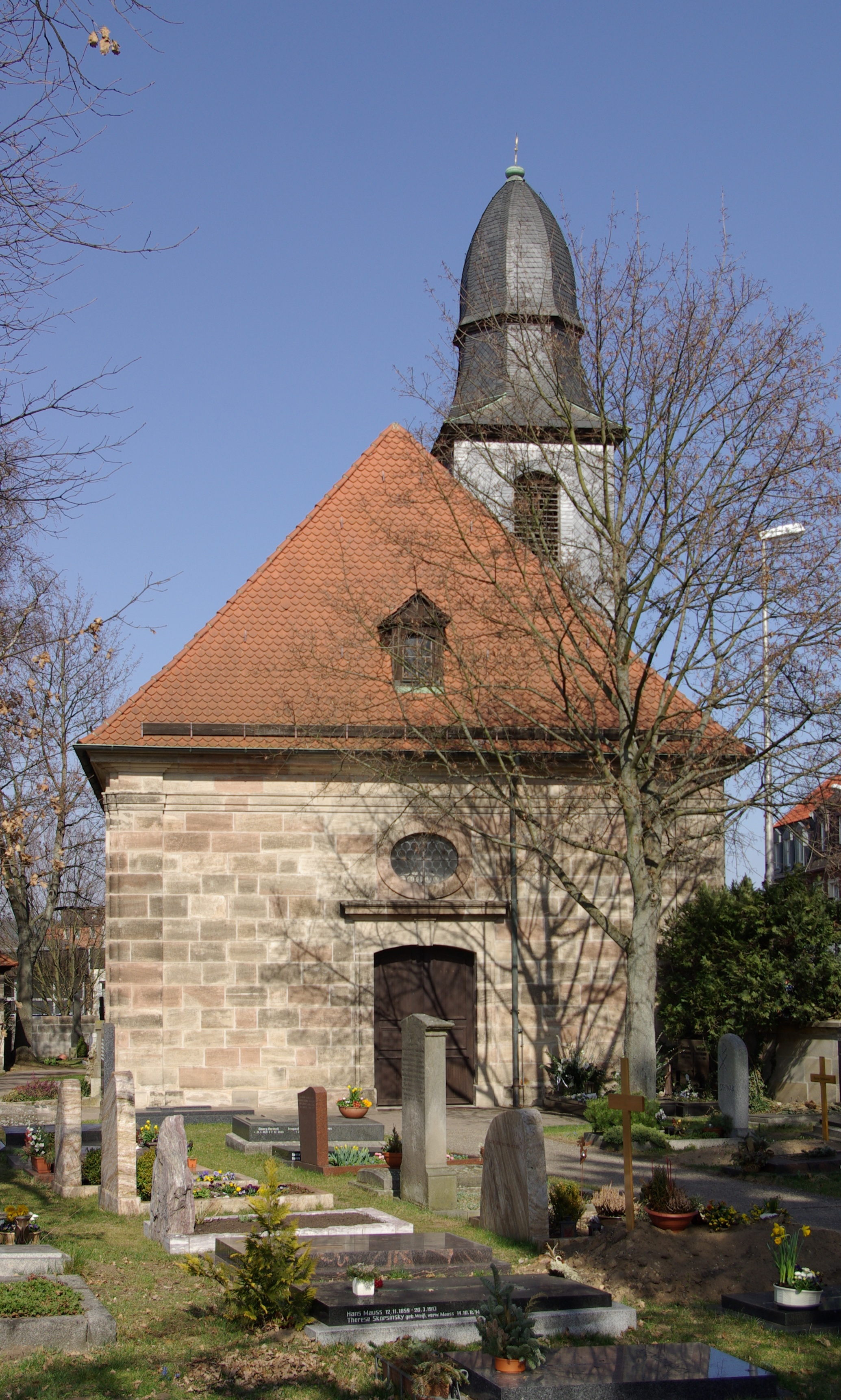
Außenansicht der Neustädter Friedhofskirche von Süden

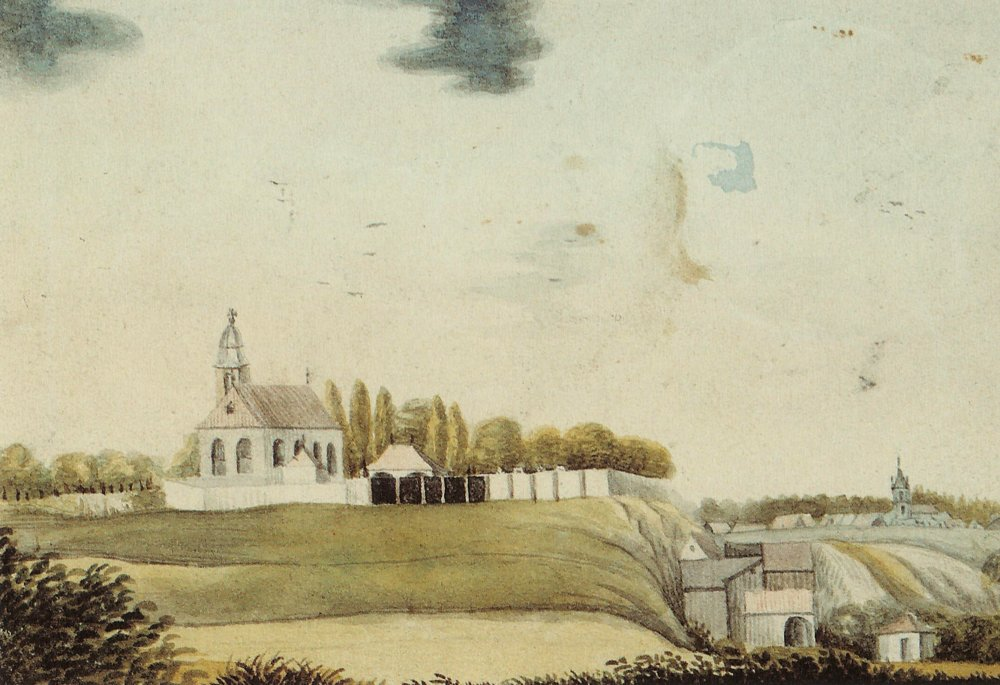
Neustädter Friedhofskirche (links) um 1840 bereits mit Turm, aber noch ohne Sakristeianbau

Die evangelisch-lutherische Neustädter Friedhofskirche auf dem Neustädter Friedhof in Erlangen ist ein spätbarocker Saalbau, der in den Jahren 1783 bis 1787 errichtet wurde.

## Geschichte
Da der 1703 eröffnete Neustädter Friedhof ursprünglich keine Kirche besaß, mussten die Gottesdienst für die Verstorbenen zunächst in der Sophienkirche und später in der Neustädter Kirche abgehalten werden, jeweils in beträchtlicher Entfernung zum Friedhof. Da sich Pfarrer und Trauergäste bei schlechtem Wetter nirgendwo am Friedhof unterstellen konnten, ließ der Hofrat Johann Gottfried Groß eine Bedachung über dem Grab seiner Familie erbauen. Aus demselben Jahr stammt der erste Entwurf für eine Friedhofskirche von dem Maurermeister Georg Christoph Brückner. Der Bau erfolgte jedoch erst – nachdem die Finanzierung durch großzügigen Spenden einflussreicher Persönlichkeiten, einer Sammlung unter den Gemeindemitgliedern und einen Zuschuss des Bayreuther Markgrafen geklärt war – in den Jahren 1783 bis 1787 durch die Zimmermeister Johann Paulus Sack und Georg Conrad Thaler sowie die Maurermeister Johann Jakob, Johann Paulus und Georg Christoph Fiedler.
Im Jahr 1827 wurde über dem Hauptportal auf der Ostseite der von der Wohltäterin Anna Margarete Stock finanzierte Dachreiter aufgesetzt. Er musste 1928 nach einem Blitzeinschlag erneuert werden. Eine ebenfalls von Stock gestiftete Glocke fiel dem Zweiten Weltkrieg zum Opfer. Die Sakristei auf der Nordseite wurde 1848/49 angebaut. Im 20. Jahrhundert wurden drei große Renovierungsmaßnahmen in den Jahren 1908/09, 1961/62 und 1988/89 durchgeführt.

## Beschreibung
Der spätbarocke, rechteckige Bau aus unverputzten Sandsteinquadern mit Walmdach ist außen durch Ecklisenen und je vier Rundbogenfenster an den Längsseiten gegliedert. Über den Stichbogenportalen, die sich an der Ost-, Süd- und Westseite jeweils in der Mittelachse befinden, ist ein kleines Ovalfenster angeordnet. Über dem Ostportal befindet sich ein zweigeschossiger Dachreiter mit geschweiftem Helm, der erst 1827 erbaut wurde. Ursprünglich war dieser mit sichtbarem Fachwerk ausgeführt, das jedoch später mit Schiefer verkleidet wurde.
Der flachgedeckte Innenraum wie bei anderen Erlanger Kirchen im Markgrafenstil gehalten: Ein kreuzförmiger Gang teilt das Kirchengestühl in vier Blöcke; eine an drei Seiten umlaufende Empore auf Holzsäulen trägt auch die Orgel, deren Werk von 1908 in einem historischen Prospekt von 1789 untergebracht wurde; der 1787 von dem Schreinermeister Johann Philipp Gorhau geschaffene, frühklassizistische Kanzelaltar, der durch Holzgitter mit den Seitenwänden verbunden ist, bildet den Mittelpunkt des liturgischen Geschehens. Das Altarblatt mit einer Darstellung des Auferstandenen wurde anlässlich der Kirchenrenovierung 1908/09 neu gemalt. Damals wurden auch zwei von Gustav van Treeck aus München geschaffene Glasfenster eingesetzt, die bei der Generalsanierung 1961/62 wieder entfernt wurden und später verloren gingen.

### Orgel
Die erste Orgel der Neustädter Friedhofskirche wurde im Jahr 1789, also bereits kurz nach der Fertigstellung, als gebrauchtes Instrument erworben. Die Schleifladenorgel mit mechanischer Traktur war von Gottlob Emanuel Hüfner aus Nürnberg erbaut worden und umfasste sechs Register auf einem Manual und Pedal. Die Disposition lautete:
| I Manual C–c3 |             |       |
| 1.            | Principal   | 4′    |
| 2.            | Grobgedackt | 8′    |
| 3.            | Floete      | 4′    |
| 4.            | Quint       | 1 ⁄3′ |
| 5.            | Octav       | 2′    |

| Pedal C–c |             |    |
| 6.        | Fiolon Bass | 8′ |

Im Jahr 1908 baute die Firma G. F. Steinmeyer & Co. aus Oettingen in das bestehende Gehäuse ein neues Orgelwerk ein, das bei der Generalsanierung 1961/62 zusätzlich mit einem Elektro-Gebläse ausgestattet wurde. Dieses umfasst fünf Register auf einem Manual und Pedal. Die Disposition lautet:
| I Manual C–c3 |                 |    |
| 1.            | Geigenprincipal | 8′ |
| 2.            | Gedackt         | 8′ |
| 3.            | Salicional      | 8′ |
| 4.            | Traversflöte    | 4′ |

| Pedal C–c |        |     |
| 5.        | Subbaß | 16′ |